# Cambo
Cambo – wieś w Anglii, w hrabstwie Northumberland, w civil parish Wallington Demesne. Leży 31 km na północny zachód od miasta Newcastle upon Tyne i 424 km na północ od Londynu. W 1951 roku civil parish liczyła 60 mieszkańców.